# سنيامة (ريمة)

تعديل مصدري - تعديل

قرية سنيامه   هي إحدى قرى عزلة بني نفيع الواقعة ضمن مديرية الجعفرية التابعة لمحافظة ريمة، بلغ تعداد سكانها (176) نسمة حسب تعداد اليمن لعام 2004.

## المحلات التابعة للقرية
- النجد
- اللكام

## روابط خارجية
- الدليل الشامــل